# Station Solre-sur-Sambre
Station Solre-sur-Sambre is een spoorwegstation langs spoorlijn 130A (Charleroi - Erquelinnes) in Solre-sur-Sambre, een deelgemeente van Erquelinnes.

## Treindienst
| Serie       | Treinsoort               | Route                                                                     | Bijzonderheden                                                                            |
| ----------- | ------------------------ | ------------------------------------------------------------------------- | ----------------------------------------------------------------------------------------- |
| S 63        | S-trein Charleroi (NMBS) | Charleroi-Centraal – Solre-sur-Sambre – Erquelinnes – Maubeuge            | Tijdens de spits extra ritten Charleroi-Centraal-Erquelinnes. Rijdt in het weekend 1×/2u. |
| P 7750/8750 | Piekuurtrein (NMBS)      | [ Erquelinnes – Solre-sur-Sambre – ] / [ Ottignies – ] Charleroi-Centraal | Rijdt alleen op werkdagen.                                                                |

## Reizigerstellingen
De grafiek en tabel geven het gemiddeld aantal instappende reizigers weer op een week-, zater- en zondag.
| Tabel: aantal instappende reizigers station Solre-sur-Sambre | Tabel: aantal instappende reizigers station Solre-sur-Sambre | Tabel: aantal instappende reizigers station Solre-sur-Sambre | Tabel: aantal instappende reizigers station Solre-sur-Sambre |
|                                                              | Weekdag                                                      | Zaterdag                                                     | Zondag                                                       |
| ------------------------------------------------------------ | ------------------------------------------------------------ | ------------------------------------------------------------ | ------------------------------------------------------------ |
| 1977                                                         | 287                                                          | 93                                                           | 58                                                           |
| 1978                                                         | 340                                                          | 112                                                          | 56                                                           |
| 1979                                                         | 342                                                          | 103                                                          | 53                                                           |
| 1980                                                         | 292                                                          | 84                                                           | 62                                                           |
| 1981                                                         | 325                                                          | 93                                                           | 72                                                           |
| 1982                                                         | 270                                                          | 96                                                           | 71                                                           |
| 1983                                                         | 303                                                          | 74                                                           | 40                                                           |
| 1984                                                         | 261                                                          | 55                                                           | 47                                                           |
| 1985                                                         | 247                                                          | 57                                                           | 58                                                           |
| 1986                                                         | 285                                                          | 100                                                          | 44                                                           |
| 1987                                                         | 255                                                          | 84                                                           | 45                                                           |
| 1988                                                         | 259                                                          | 56                                                           | 53                                                           |
| 1989                                                         | 316                                                          | 77                                                           | 31                                                           |
| 1990                                                         | 354                                                          | 62                                                           | 45                                                           |
| 1991                                                         | 310                                                          | 60                                                           | 41                                                           |
| 1992                                                         | 307                                                          | 57                                                           | 38                                                           |
| 1993                                                         | 179                                                          | 59                                                           | 63                                                           |
| 1994                                                         | 216                                                          | 36                                                           | 36                                                           |
| 1995                                                         | 166                                                          | 39                                                           | 35                                                           |
| 1996                                                         | 163                                                          | 30                                                           | 48                                                           |
| 1997                                                         | 181                                                          | 33                                                           | 32                                                           |
| 1998                                                         | 143                                                          | 41                                                           | 33                                                           |
| 1999                                                         | 134                                                          | 28                                                           | 29                                                           |
| 2000                                                         | 116                                                          | 47                                                           | 41                                                           |
| 2001                                                         | 101                                                          | 29                                                           | 38                                                           |
| 2002                                                         | 110                                                          | 32                                                           | 42                                                           |
| 2003                                                         | 123                                                          | 30                                                           | 28                                                           |
| 2004                                                         | 131                                                          | 22                                                           | 26                                                           |
| 2005                                                         | 136                                                          | 37                                                           | 20                                                           |
| 2006                                                         | 140                                                          | 41                                                           | 30                                                           |
| 2007                                                         | 120                                                          | 22                                                           | 24                                                           |
| 2008                                                         | -                                                            | -                                                            | -                                                            |
| 2009                                                         | 109                                                          | 30                                                           | 24                                                           |
| 2010                                                         | -                                                            | -                                                            | -                                                            |
| 2011                                                         | -                                                            | -                                                            | -                                                            |
| 2012                                                         | 94                                                           | 36                                                           | 17                                                           |
| 2013                                                         | 107                                                          | 33                                                           | 30                                                           |
| 2014                                                         | 91                                                           | 28                                                           | 24                                                           |
| 2015                                                         | 81                                                           | 20                                                           | 26                                                           |
| 2016                                                         | 91                                                           | 19                                                           | 20                                                           |
| 2017                                                         | 81                                                           | 33                                                           | 25                                                           |
| 2018                                                         | 63                                                           | 25                                                           | 40                                                           |
| 2019                                                         | 77                                                           | 30                                                           | 26                                                           |
| 2020                                                         | 71                                                           | 29                                                           | 14                                                           |
| 2021                                                         | -                                                            | -                                                            | -                                                            |
| 2022                                                         | 57                                                           | 36                                                           | 28                                                           |
| 2023                                                         | 78                                                           | 18                                                           | 14                                                           |
| 2024                                                         | 70                                                           | 9                                                            | 14                                                           |

0,0: Charleroi-Centraal ·
1,0: Marcinelle ·
1,8: La Villette ·
2,5: La Sambre ·
4,1: Marchienne-Zône ·
4,5: Jambe-de-Bois ·
8,0: Landelies ·
11,6: Hourpes ·
14,9: Thuin ·
16,9: Lobbes ·
21,8: Fontaine-Valmont ·
23,7: Labuissière ·
25,7: Solre-sur-Sambre ·
27,6: Erquelinnes-Dorp ·
29,1: Erquelinnes